# Ajuntament
|  | «casa de la vila» redirigeix aquí. Vegeu-ne altres significats a «Casa de la Vila». |

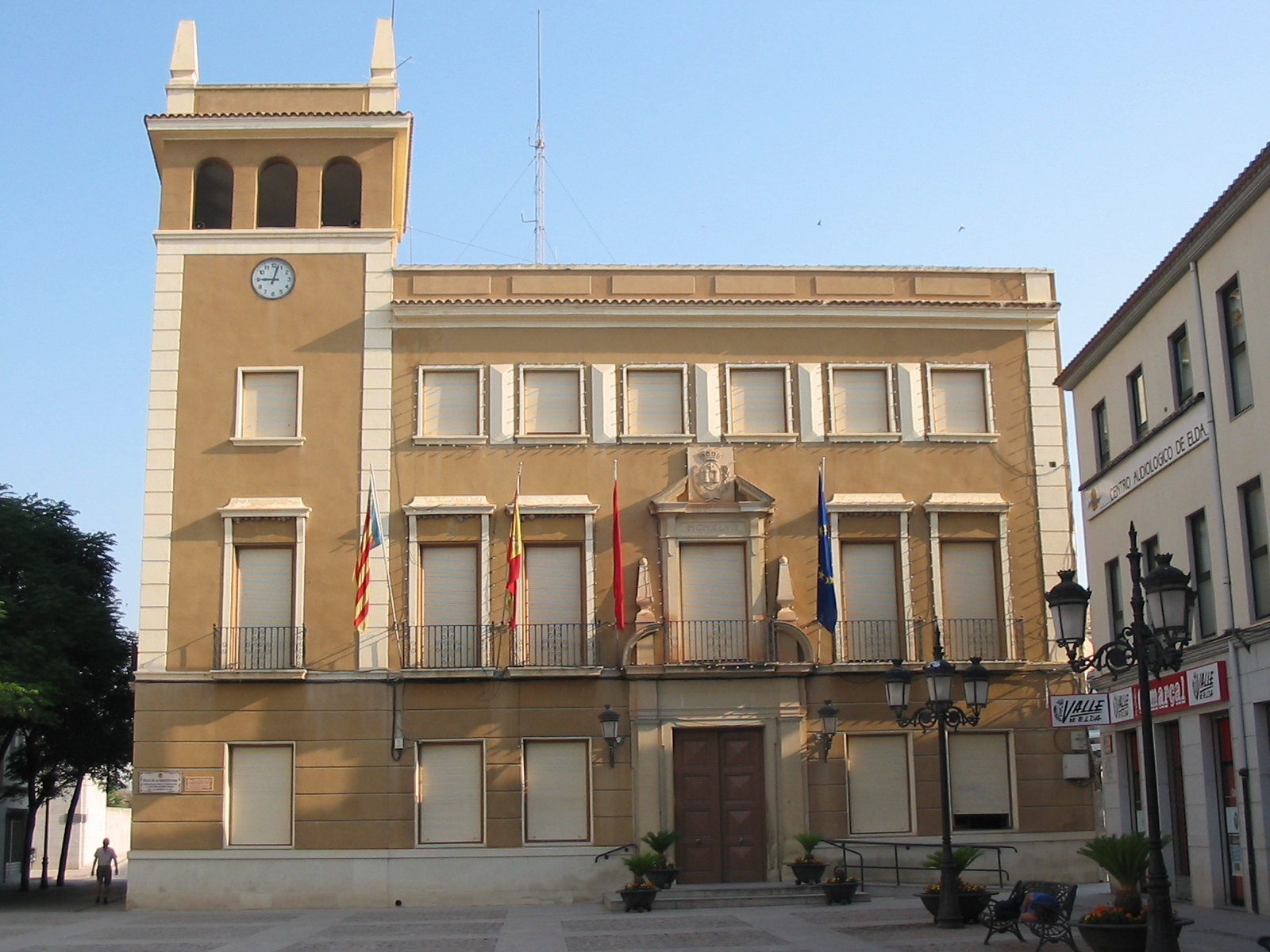
Ajuntament d'Elda

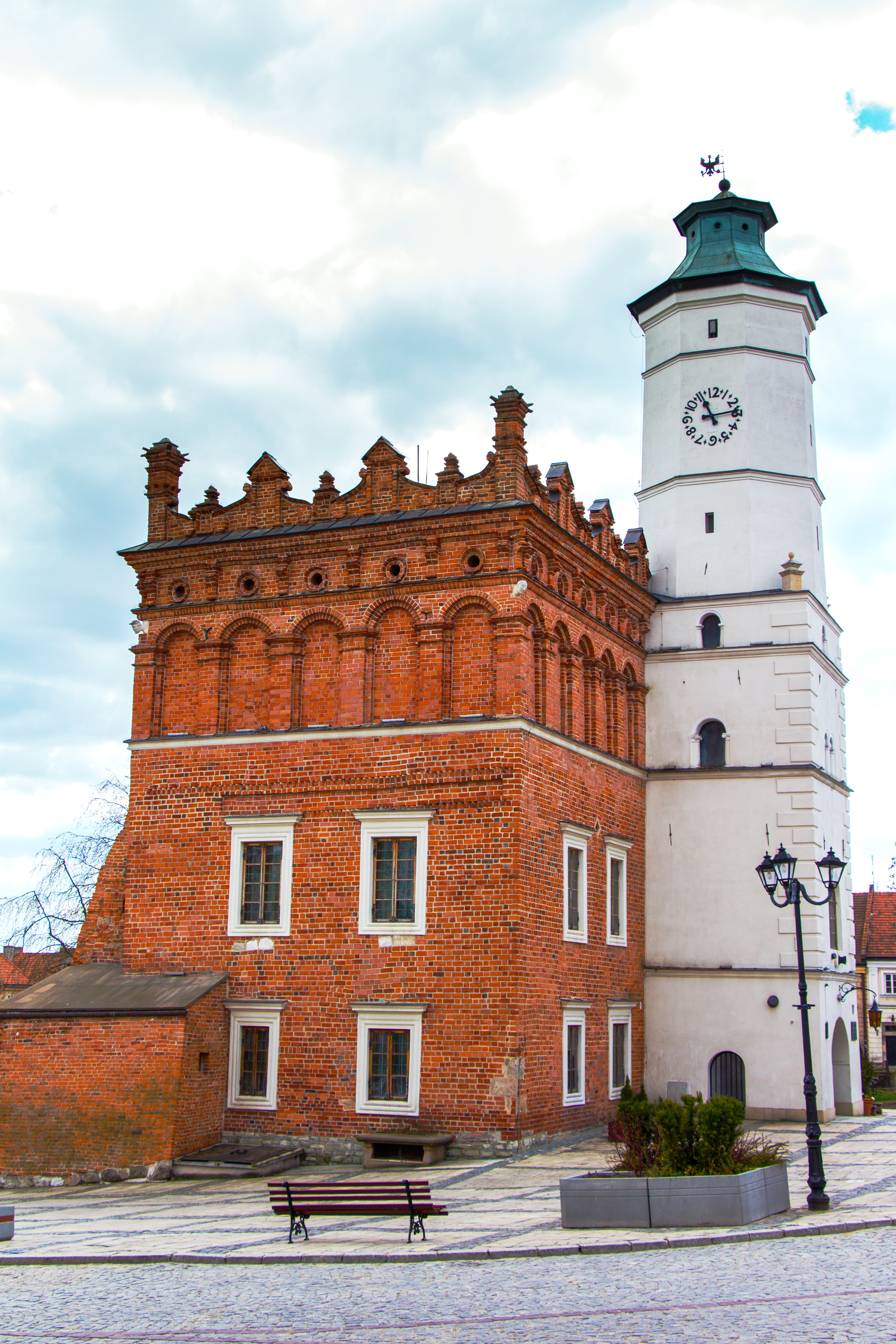
L'ajuntament a Sandomierz, Polònia

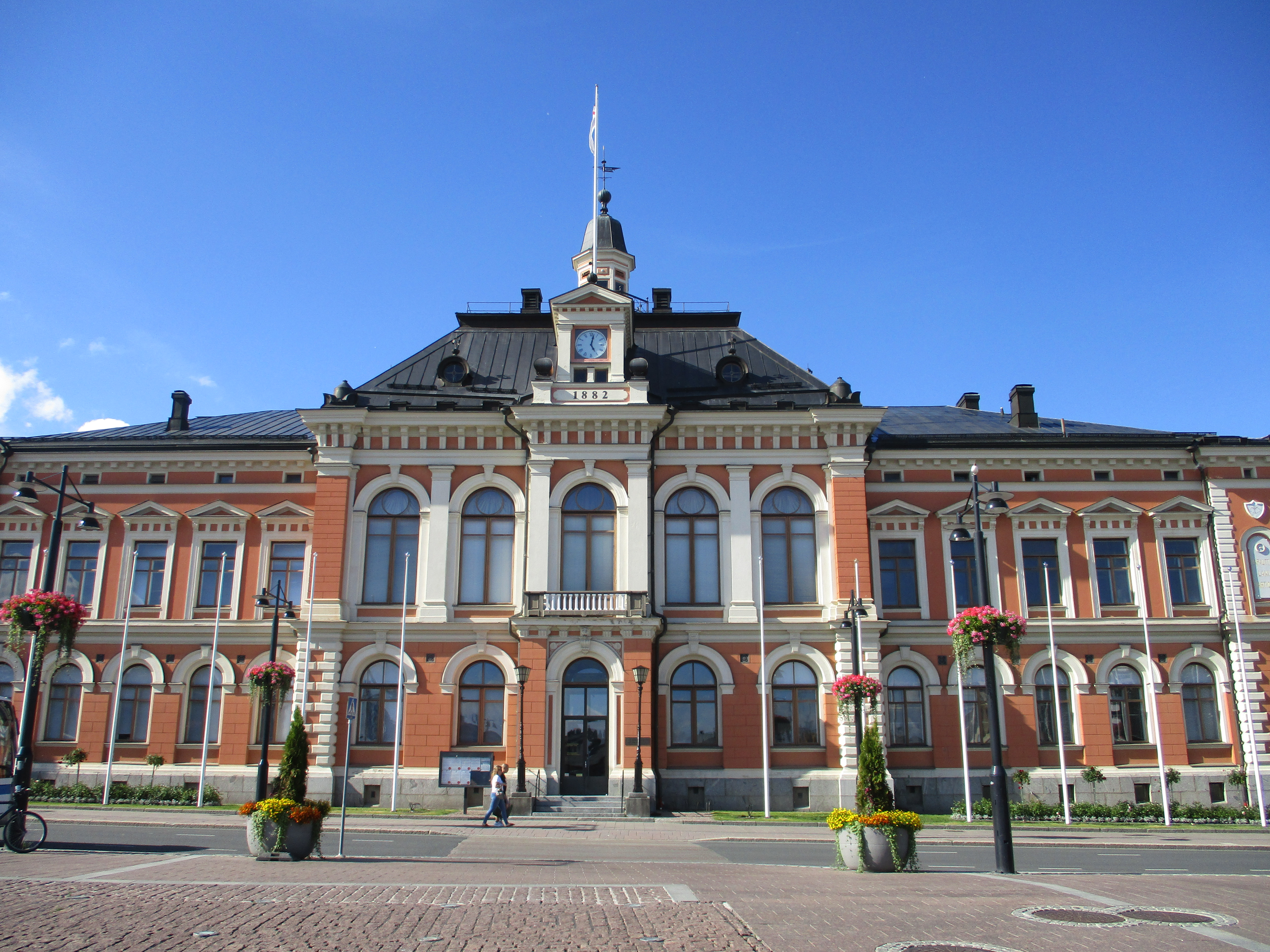
L'ajuntament a Kuopio, Finlàndia

L'ajuntament (dit també actualment consistori, comú, consell, paeria, batllia o batlia i antigament universitat) és la institució local que té per funció el govern local i l'administració dels interessos del veïnat d'un municipi. Actualment té caràcter electiu. L'edifici que és la seu d'aquest govern sovint també es denomina com casa del poble, casa de la vila, casa de la ciutat, casa consistorial, casa del comú o paeria.
Durant l'època medieval i moderna, en diverses poblacions dels Països Catalans la corporació local s'anomenava comú, universitat, paeria o batllia. És per aquest motiu que encara avui en dia algunes d'aquestes designacions continuen emprant-se. Per exemple: paeria a Lleida i Cervera i comú a Andorra.
Els edificis consistorials tenen noms diversos segons els indrets, a Alemanya tenen un caràcter singular i s'anomenen rathaus.

## Organització d'un ajuntament
Els principals òrgans d'un ajuntament són: 
- El Ple de l'ajuntament format per un nombre determinat de regidors segons la població del municipi. Els regidors són elegits en unes eleccions pels veïns majors d'edat del municipi per un període de 4 anys. El Ple és el màxim òrgan de poder de l'ajuntament.
- L'alcalde o batlle municipal que és qui presideix l'ajuntament i n'és la màxima direcció política, representativa i director de personal. És elegit pels regidors del Ple d'entre els seus membres. Segons l'ordenament jurídic espanyol, l'alcalde ha de ser un regidor. Tots els ajuntaments han de tenir, com a mínim, un tinent d'alcalde, que assistirà a l'alcalde i el substituirà en cas d'absència, malaltia, dimissió o defunció. El tinent d'alcalde és designat lliurement per l'alcalde d'entre els regidors del Ple.

Els ajuntaments de més de 5.000 habitants han de tenir una 'Junta de Govern' i els de menys també poden constituir-la si així ho acorda el 'Ple'.
- La Junta de Govern està formada per l'alcalde i els tinents d'alcalde i les seves funcions són les que els delega el Ple i l'alcalde. El nombre màxim de membres de la Junta de Govern és un terç dels regidors. Els altres regidors amb delegacions de govern que no són membres de la Junta poden ser convidats per l'alcalde però hi assisteixen amb veu i sense vot.

## Història

### Els ajuntaments a les terres de parla catalana
Els actuals ajuntaments que regeixen el món municipal no han estat fruit de l'evolució de les institucions històriques locals sinó de l'establiment d'una institució castellana a principis del segle xviii després de la Guerra de Successió. Un cas a part és el de la Catalunya Nord que pel fet de pertànyer a l'estat francès des de mitjan segle xvii ha viscut una evolució diferent.

#### Origen de l'ajuntament castellà en època medieval i moderna
La institució de l'ajuntament actual que és present al nostre país té els seus orígens al Regne de Castella vers el segle xiii. En aquella època en què les comunitats locals eren en general molt petites, els alcaldes, o en alguns llocs anomenats justicias, eren escollits per l'assemblea oberta dels veïns, la qual rebia més o menys a tot arreu el nom de concejo (tr. "consell"). La realitat jurídica del món local d'aquella època era extremadament complexa, ja que les atribucions dels alcaldes eren diferents d'un lloc a un altre, i de fet a cada municipi en podien tenir un nombre variat amb funcions diverses. Aquestes es resumien a funcions polítiques, administratives i judicials; i fins i tot en alguns casos eren els responsables militars que havien de defensar el municipi. Era habitual que els concejos redactessin normatives que regulessin el govern d'aquestes autoritats. Així doncs aquells primers ajuntaments tenien entitat jurídica pròpia i podien posseir propietats i títols. Cal diferenciar que en molts municipis al costat dels alcaldes o justícies escollits més o menys per la població hi havia també el merino, un delegat del rei que administrava el seu patrimoni al territori i vetllava pels interessos de la monarquia.
El caràcter gairebé democràtic d'aquells consells de veïns va anar desapareixent progressivament, ja que l'aparició de consells tancats més reduïts va anar substituint-los. Les assemblees primigènies només subsistiren en els pobles més allunyats, petits i rurals; mentre que als nuclis més urbans els cavallers i la burgesia ennoblida en general es van ensenyorir dels càrrecs municipals. Al segle xiv els vells consells foren substituïts ja pels ayuntamientos, i van ser utilitzats per monarques com Alfons XI de Castella per afavorir la seva política de centralització, el qual fins i tot va arribar a imposar els seus regidores. Al segle xv la tendència es va incrementar: A partir del 1435, per ordre de Joan II de Castella, els debats havien de ser presidits i moderats per l′alcalde de lo criminal (o en absència seva l'alcalde de lo civil) tot i que les decisions s'havien de prendre tenint en compte tots els vots dels qui componien l'ajuntament. A més la institució local quedava supeditada al comandament d'una nova autoritat política i judicial que es cobraria importància al llarg de la història com a delegat de la monarquia al territori: el corregidor. Precisament l'any 1500 els reis Catòlics van manar als corregidors de repassar les normatives locals dels ajuntaments i fer-hi les modificacions que calgués per anar homogeneïtzant el sistema del règim local. Al llarg dels segles xvi i xvii com més es consolidava i centralitzava la monarquia més intervencionisme practicaven en la política dels ajuntaments i llurs normes.

#### Imposició de l'ajuntament castellà a l'ordenament jurídic català durant elseglexviii
Quan el conjunt dels Països Catalans així com Aragó perderen la Guerra de Successió a principis del segle xviii (1707 el Regne de València, 1714 el Principat de Catalunya i 1715 el Regne de Mallorca) el nou rei Felip V d'Espanya va substituir tot el règim local català pel castellà, més homogeni i sobretot que permetia la constant interferència de la monarquia en els assumptes locals. El nou règim que s'imposaria als vençuts va quedar recollit al Decreto de Nueva Planta.
Cada país fou dividit en una nova estructura de jurisdiccions territorials amb competències militars, judicials i sobre el món local: els corregimientos (tr. corregiments). El model català d′universitats (segons cada regió: consells, paeries, jurats, consolats, etc.) fou suprimit per complet i els nuclis urbans passaren a ser ajuntaments, igual que a Castella. La majoria d'ajuntaments eren governats per un alcalde o batlle (aquesta paraula sobrevisqué, ja que el seu significat català tradicional ja era el d'una autoritat delegada per un superior) i un consell de regidors, l'un i els altres nomenats des de dalt pel corregidor. Cas a part foren uns pocs municipis que passaren a ser governats per un tipus d'alcalde una mica més autònom: l'alcalde mayor, qui no obstant també era nomenat pel corregidor. Finalment, pel que fa a la capital de cada corregiment era el mateix corregidor qui la governava directament.
Les funcions dels nous ajuntaments eren molt més limitades que les de les institucions pròpies que havien tingut fins aleshores, i de fet consistien bàsicament a ser els nous policies del territori i en administrar els béns i rendes del municipi, que al llarg del segle xviii cada vegada foren més precàries.
Cal tenir en compte que durant el segle xviii el sistema imposat per la Nova Planta als antics països de la Corona d'Aragó no era ben bé igual al que regia a la pròpia Corona de Castella, ja que l'oportunitat de la conquesta va ser aprofitada per fer-lo més sever.

##### Municipis de jurisdicció feudal
Tot i la novetat uniformitzadora, centralitzadora i militarista de la Nova Planta castellana, aquest nou ordenament jurídic no va eliminar l'Antic Règim als nous països conquerits: en tot cas va abolir els sistemes polítics de València, Catalunya i Balears, però no pas la societat estamental ni els valors tradicionals. Amb el nou sistema el senyor continuava nomenant el batlle del seu municipi, però tenia unes funcions més limitades i havia de ser ratificat pels delegats del poder reial igualment. El municipi també tenia més llibertat per elegir els seus regidors, però també havien de ser ratificats. Aquests privilegis durarien fins a l'abolició de les jurisdiccions feudals decretada per les Corts de Cadis el 1813.

#### Els ajuntaments evolucionen en el nou ordre liberal
Un segle després l'onada de liberalisme que va envair Europa a principis del s. XIX, generada per la Revolució Francesa, va portar canvis en l'organització del món local també a casa nostra. El 1812 les Corts de Cadis, liberals tot i oposar-se als exèrcits napoleònics, van promulgar la primera constitució espanyola i els decrets de 23 de maig i de 10 de juliol, que foren les primeres mesures legislatives que van unificar els diversos règims locals de tot l'estat espanyol en un de sol tot transformant la diversitat d'ajuntaments en ajuntaments constitucionals. Aquest nou règim local posava els ajuntaments sota el control directe de les noves institucions liberals: les diputacions provincials i els governs civils, i a més donava entitat pròpia a la figura de l'alcalde diferenciant-lo del que era la resta de l'ajuntament: L'alcalde era qui ostentava tota la facultat executiva local, vetllava per l'ordre públic i tot i que era elegit per la ciutadania a la vegada era un agent del govern a aquell territori. L'ajuntament, en canvi, era una petita assemblea deliberativa que adoptava conclusions sobre les seves competències (obres públiques, sanitat, caritat, foment de l'economia...) però sense capacitat executiva. Les mesures pràctiques per aplicar aquest nou sistema foren les instruccions dictades el 1813 (quan les victòries sobre Napoleó feien preveure la restauració borbònica) i la llei de 3 de febrer de 1823 (durant el Trienni Liberal), però que foren molt mitigades per les reaccions absolutistes de Ferran VII el 1814 (quan té lloc l'arribada del nou rei) i el 1823 mateix (quan la Santa Aliança decideix intervenir a Espanya fent caure Riego). Posteriorment, ja mort Ferran VII, el decret del 23 de juliol de 1835 va recuperar en part l'esperit de la legislació derogada.
Amb la llei del 8 de gener de 1845 els liberals moderats reformaren el sistema dissenyat a Cadis centralitzant els ajuntaments i limitant-ne el fet electiu: Els alcaldes tornaren a ser nomenats pel rei, o bé pel govern de torn. És a dir que es va accentuar el seu caràcter d'agents del govern espanyol al territori com a simples administradors del municipi. Pel que fa als regidors eren escollits però per sufragi censatari. A més a més en qualsevol moment el governador civil de la província podia cessar qualsevol càrrec municipal. Vint-i-un anys després van reformar el sistema amb el reial decret de 21 d'octubre del 1866 per tal d'obrir-lo una mica, però l'esclat de la revolució de 1868, "La Gloriosa", es va abandonar per complet tot el règim local anterior.
Amb l'arribada del Sexenni Democràtic es va promulgar la llei del 20 d'agost de 1870, que va donar noves atribucions als ajuntaments tot descentralitzant el seu funcionament i refermant altre cop el fet electiu dels seus membres. Pel que després s'esdevindria a Catalunya (ja al segle XX) cal destacar que per primer cop es va permetre ja la possibilitat de desenvolupar mancomunitats i associacions de municipis. La nova llei tan sols va ser reformada el 16 de desembre de 1876.
Però amb la fi del període democràtic i la tornada altre cop de la monarquia borbònica va ser anul·lada i substituïda per la llei del 2 d'octubre de 1877, que amb els seus diversos decrets i reglaments va acabar donant forma a un model que acabaria dominant bona part de l'època de la segona restauració. Les competències dels ajuntaments foren reduïdes a qüestions administratives i econòmiques, es va refermar altre cop el poder i control del govern espanyol sobre ells, i els deixava a les mans dels poders oligàrquics locals que passaren a ocupar els càrrecs municipals. La figura de l'alcalde tornava a fer-se omnipotent, ja que tenia tot el poder executiu local i fins i tot podia suspendre els acords que prengués el plenari de regidors. Pel que fa al governador civil la llei li donava la capacitat absoluta de controlar la tasca dels ajuntaments podent suspendre i multar alcaldes i regidors. A les viles de més de 6.000 habitants era el rei qui havia de nomenar l'alcalde entre els regidors. A més a més a partir del 1898 a Barcelona el rei nomenava aquell qui volia com a alcalde amb una reial ordre.

#### Segle XX
No vindrien més canvis fins que el dictador Miguel Primo de Rivera va decretar el 8 de març de 1924 el Estatuto Municipal, el qual marcaria les noves normes definitòries de l'administració local. Cal dir, però, que estava inspirat en el projecte de legislació municipal que havia volgut impulsar Antoni Maura a principis del segle xx. Per tant, durant la dictadura, i mitjançant aquest estatut, els consistoris passaren a ser controlats pel seu partit únic: la Unión Patriótica.
Aquest sistema fou automàticament eliminat al caure la dictadura i al convocar-se les eleccions municipals lliures del 1931, moment a partir del qual l'alcaldia va passar a elegir-se democràticament. Durant la Segona República en el cas de Catalunya es recuperaria un sistema municipal triat per ella mateixa, ja que aconseguí les competències sobre el seu règim local, les quals foren transferides el 1933. El 1934 el Parlament de Catalunya va promulgar finalment la Llei Municipal.
El dictador Francisco Franco va abolir aquesta llei juntament amb la resta de cotes de govern assolides. Altre cop es tornà a la pràctica del nomenament dels alcaldes des de Madrid i la seva concepció com a simples agents del govern al territori. El nou sistema fou formalitzat a la llei de bases el 1945, que el 1950 fou definitivament articulada, però fou el 1955 quan va prendre la seva forma definitiva. El 23 de maig de 1960 el règim va donar a l'alcalde Porcioles de Barcelona una Carta Municipal pròpia que va permetre a la ciutat un cert grau d'autonomia en la seva gestió. Finalment amb la mort del dictador els ajuntaments iniciaren un breu període d'obertura i el 1979 tingueren lloc les primeres eleccions municipals de la nova etapa que s'encetava.

### Catalunya Nord
A la Catalunya Nord, la Revolució Francesa arrasà tot l'ordre propi de l'Antic Règim i imposà la denominació i la institució de la mairie.